# Detlef Franke (Ägyptologe)
Detlef Franke (* 24. November 1952 in Lüneburg; † 2. September 2007) war ein deutscher Ägyptologe. 
Detlef Franke besuchte das Gymnasium Johanneum in Lüneburg, an dem er 1971 das Abitur ablegte. Er wurde 1983 an der Universität Hamburg mit der Arbeit Altägyptische Verwandtschaftsbezeichnungen im Mittleren Reich promoviert. Die Habilitation folgte 1994 mit der Arbeit Das Heiligtum des Heqaib auf Elephantine. Geschichte eines Provinzheiligtums im Mittleren Reich an der Universität Heidelberg, wo er anschließend bis zu seinem Tod als Privatdozent lehrte. Franke forschte vor allem zum Mittleren Reich Altägyptens. Sein letztes Projekt war die Erstellung eines Kataloges der Stelen des Mittleren Reichs im British Museum.

## Schriften (Auswahl)
- Altägyptische Verwandtschaftsbezeichnungen im Mittleren Reich (= Hamburger ägyptologische Studien. Heft 3). Borg, Hamburg 1983, ISBN 3-921598-13-3 (zugleich: Hamburg, Universität, Dissertation, 1983).
- Das Heiligtum des Heqaib auf Elephantine. Geschichte eines Provinzheiligtums im Mittleren Reich (= Studien zur Archäologie und Geschichte Altägyptens. Band 9). Heidelberger Orientverlag, Heidelberg 1994, ISBN 3-927552-17-8 (zugleich: Habilitationsschrift, Universität Heidelberg, 1991).
- Personendaten aus dem Mittleren Reich. (20.–16. Jahrhundert v. Chr.). Dossiers 1–796 (= Ägyptologische Abhandlungen. Band 41). Harrassowitz, Wiesbaden 1984, ISBN 3-447-02484-4.
- Theben und Memphis – Metropolen in Ägypten. In: Michael Jansen, Bernd Roeck (Hrsg.): Entstehung und Entwicklung von Metropolen (= Veröffentlichungen der Interdisziplinären Arbeitsgruppe Stadtkulturforschung (VIAS). Band 4). Verein der Freunde des Reiff, Aachen 2002, ISBN 3-936971-16-1, S. 7–20 (PDF-Datei).
- Egyptian Stelae in the British Museum from the 13th–17th Dynasties. Volume I, Fascicule 1: Descriptions. Hrsg. von Marcel Marée. British Museum Publications, London 2013, ISBN  978-0-7141-1987-8.